# Cranchiidae
I Cranchiidi (Cranchiidae Prosch, 1847) sono una famiglia di calamari che comprende poco meno di una trentina di specie diffuse nelle acque pelagiche di tutto il globo. Il rappresentante più noto della famiglia è il calamaro colossale (Mesonychoteuthis hamiltoni), il rappresentante più grande dei cefalopodi, nonché l'invertebrato più grande del mondo.

## Descrizione
La famiglia Cranchiidae è costituita da una vasta gamma di specie di calamari, caratterizzate da una notevole diversità morfologica e dimensionale, che va da esemplari piccoli con un mantello lungo circa 10 cm a esemplari giganti che superano i 2 m di lunghezza totale o addirittura raggiungono i 9-10 m nel caso del calamaro colossale, che può pesare fino a 495 kg. Un tratto distintivo di questa famiglia è la fusione del mantello con la testa a livello della cartilagine nucale e con il sifone nei due angoli posterolaterali, in corrispondenza dell'apparato di bloccaggio mantello-sifone.
La cavità del mantello è suddivisa in due camere, dorsale e ventrale, grazie a una membrana orizzontale formata dalla modifica dei muscoli retrattori del sifone. La membrana buccale possiede otto connettivi che si attaccano ai margini ventrali del quarto paio di braccia. Le clave tentacolari sono generalmente armate con quattro serie trasversali di ventose, e specie come Galiteuthis e Mesonychoteuthis presentano uncini nella serie mediana. La lunghezza e il diametro dei tentacoli variano tra le specie, con 2-4 serie di ventose carpali alternate lungo la maggior parte della loro lunghezza.
Le braccia, muscolose e di lunghezza variabile da corta a media, sono dotate di ventose biseriali con aperture ampie, spesso prive di anelli cornei, sebbene Mesonychoteuthis possa presentare uncini a metà braccio. Tutte le braccia possiedono membrane protettive trabecolate ben sviluppate lungo i margini. Im alcune specie, il quarto braccio ventrale, destro o sinistro, è modificato in ectocotile, mentre in altre questa caratteristica è assente.
I fotofori si trovano sulla metà inferiore o sui due terzi ventrali degli occhi, alle estremità delle braccia e nel sacco dell'inchiostro o nella ghiandola digestiva di alcune specie. Una grande camera di galleggiamento circonda i visceri lungo l'intera cavità del mantello. La ghiandola digestiva, spesso fusiforme, si trova posteriormente alla cartilagine cefalica.
Il mantello varia da robusto ad allungato, e può essere cilindrico, conico o fusiforme, con un'estremità posteriore che va da smussata e arrotondata (Bathothauma) ad appuntita e filiforme (Taonius). Le pareti del mantello sono sottili, talvolta descritte come simili al cuoio al tatto, ma generalmente muscolose; alcune specie sviluppano tubercoli simili a cartilagine sulla superficie esterna del mantello. Il rachide e la pala del gladio sono di solito visibili attraverso la pelle. Le pinne, normalmente sottili (tranne che in Mesonychoteuthis), si inseriscono lateralmente lungo la lanceola e la pala del gladio, e la loro forma varia notevolmente tra le specie, spaziando da piccole e a forma di pagaia a terminali ovate o lanceolate.
Il gladio ha un rachide lungo e stretto, con una carena dorsale debole o assente nella parte anteriore (eccetto che in Leachia, dove è forte), e margini posteriori che formano una lunga lanceola, che può essere fusiforme o a diamante, con una pala corta e larga o lunga e filiforme, solitamente cava (ad eccezione di Helicocranchia e Bathothauma).
Il sifone varia da moderatamente grande a molto grande, con una valvola variabilmente presente o assente. Il cuscinetto dorsale dell'organo del sifone ha una forma a V o U rovesciata, di solito con 2 o 3 papille o lembi, fino a 7 papille in Leachia. I cuscinetti ventrali possono essere piccoli o molto grandi e presentano varie forme, tra cui ovali, a rene, a mezzaluna o a L. La testa, corta e spesso dominata da grandi occhi sessili, prominenti o sporgenti, è orientata generalmente anteriormente o anterolateralmente e dotata di fotofori.

## Distribuzione e habitat
La famiglia Cranchiidae rappresenta un gruppo altamente diversificato di calamari, distribuiti in quasi tutti gli oceani e mari del pianeta, con l'unica eccezione del Mar Glaciale Artico. La diversità delle specie è particolarmente elevata nelle acque subtropicali e tropicali, dove le condizioni ambientali favoriscono una grande varietà di adattamenti. Ogni genere di questa famiglia ha una distribuzione circoscritta alle acque tropicali e subtropicali, con alcune eccezioni: Egea è limitato ai tropici, mentre Teuthowenia si trova esclusivamente nelle acque subartiche, temperate settentrionali e tropicali orientali dell'Atlantico, oltre che nelle acque di transizione della convergenza subtropicale meridionale.
Taonius e Galiteuthis sono presenti nelle acque temperate e subpolari di tutto il mondo, mentre Galiteuthis glacialis e Mesonychoteuthis hamiltoni sono prevalentemente confinati alle regioni antartiche.

## Biologia
La vasta distribuzione geografica e verticale dei cranchiidi li rende una presenza ubiquitaria negli oceani. Questi calamari si trovano dal sub-Artico fino alle regioni tropicali e raggiungono persino le gelide acque antartiche. Nelle prime fasi di vita, come paralarve e giovani, abitano la zona epipelagica vicino alla superficie, spostandosi poi gradualmente verso le profondità mesopelagiche e batipelagiche man mano che crescono. Gli adulti di alcune specie possono vivere a profondità superiori ai 2000 metri.
Il comportamento migratorio varia tra le specie: molte effettuano migrazioni verticali giornaliere per alimentarsi, risalendo verso la superficie di notte e ritornando in profondità durante il giorno, mentre altre rimangono stazionarie a specifiche profondità. Alcune specie preferiscono habitat pelagici di transizione, mentre altre si trovano vicino alla costa. Le paralarve e i giovani si distinguono per il loro aspetto unico, con occhi peduncolati, braccia cortissime e tentacoli lunghi, e spesso con il rostro rivolto ventralmente verso gli occhi. Questi giovani stadi non presentano fotofori e non assomigliano affatto agli adulti, il che in passato ha complicato la loro classificazione e portato a confusione tassonomica e a una sovrabbondanza di sinonimi.
Le caratteristiche strutturali dei cranchiidi, come la fusione del mantello con la testa e il sifone, e la divisione della cavità del mantello in due camere riempite di una soluzione di cloruro d'ammonio, conferiscono a questi calamari una galleggiabilità quasi neutra. Questo adattamento è cruciale per la loro sopravvivenza nelle acque profonde, consentendo loro di risparmiare energia. Prima del raggiungimento della maturità, i giovani, facilmente identificabili per i loro lunghi peduncoli oculari, vivono vicino alla superficie. Con lo sviluppo, vanno incontro a cambiamenti significativi, tra cui modifiche nella forma e nella posizione degli occhi, delle pinne, un aumento della pigmentazione, lo sviluppo di fotofori sulle braccia e la perdita dei tentacoli.
Alcune specie di cranchiidi sono state osservate nei loro habitat di profondità grazie ai sommergibili, mostrando comportamenti peculiari. Una posizione di riposo comune è la cosiddetta «posizione a cacatua», con le braccia e i tentacoli raccolti sopra la testa che richiamano l'aspetto di questo pappagallo. Osservazioni più dettagliate hanno rivelato ulteriori aspetti del loro comportamento, come le modalità di locomozione, il pattern dei cromatofori e altre caratteristiche morfologiche e funzionali.
I cranchiidi svolgono un ruolo ecologico importante come preda di numerosi predatori pelagici, tra cui cetacei come capodogli, cogia di de Blainville, orche, globicefali, delfini e focene di Dall, oltre a pesci predatori come pesci spada, tonni, squali martello, verdesche e squali tigre, nonché uccelli marini come gli albatri.

## Tassonomia
La famiglia viene suddivisa in due distinte sottofamiglie, Cranchiinae e Taoniinae. Nei Cranchiinae la superficie ventrale del mantello presenta una o due strisce cartilaginee che si estendono posteriormente dall'apice anteriore della fusione sifone-mantello; il sifone è fuso lateralmente con la testa; e gli occhi sono dotati di quattro o più piccoli fotofori, di forma rotonda od ovale. Nei Taoniinae le strisce cartilaginee sulla superficie ventrale del mantello sono assenti e il sifone è libero lateralmente dalla testa; gli occhi presentano solitamente un grande fotoforo, oppure due o tre fotofori di dimensioni marcatamente diverse, con il più grande generalmente a forma di mezzaluna.
CRANCHIINAE
- Cranchia Leach, 1817
  - Cranchia scabra Leach, 1817

- Leachia Lesueur, 1821
  - Leachia atlantica (Degner, 1925)
  - Leachia cyclura Lesueur, 1821
  - Leachia danae (Joubin, 1931)
  - Leachia dislocata Young, 1972
  - Leachia lemur (Berry, 1920)
  - Leachia pacifica (Issel, 1908)

- Liocranchia Pfeffer, 1884
  - Liocranchia reinhardti (Steenstrup, 1856)
  - Liocranchia valdiviae Chun, 1910

TAONIINAE
- Bathothauma Chun, 1906
  - Bathothauma lyromma Chun, 1906

- Egea Joubin, 1933
  - Egea inermis Joubin, 1933

- Galiteuthis Joubin, 1898
  - Galiteuthis armata Joubin, 1898
  - Galiteuthis glacialis (Chun, 1906)
  - Galiteuthis pacifica (Robson, 1948)
  - Galiteuthis phyllura Berry, 1911

- Helicocranchia Massy, 1907

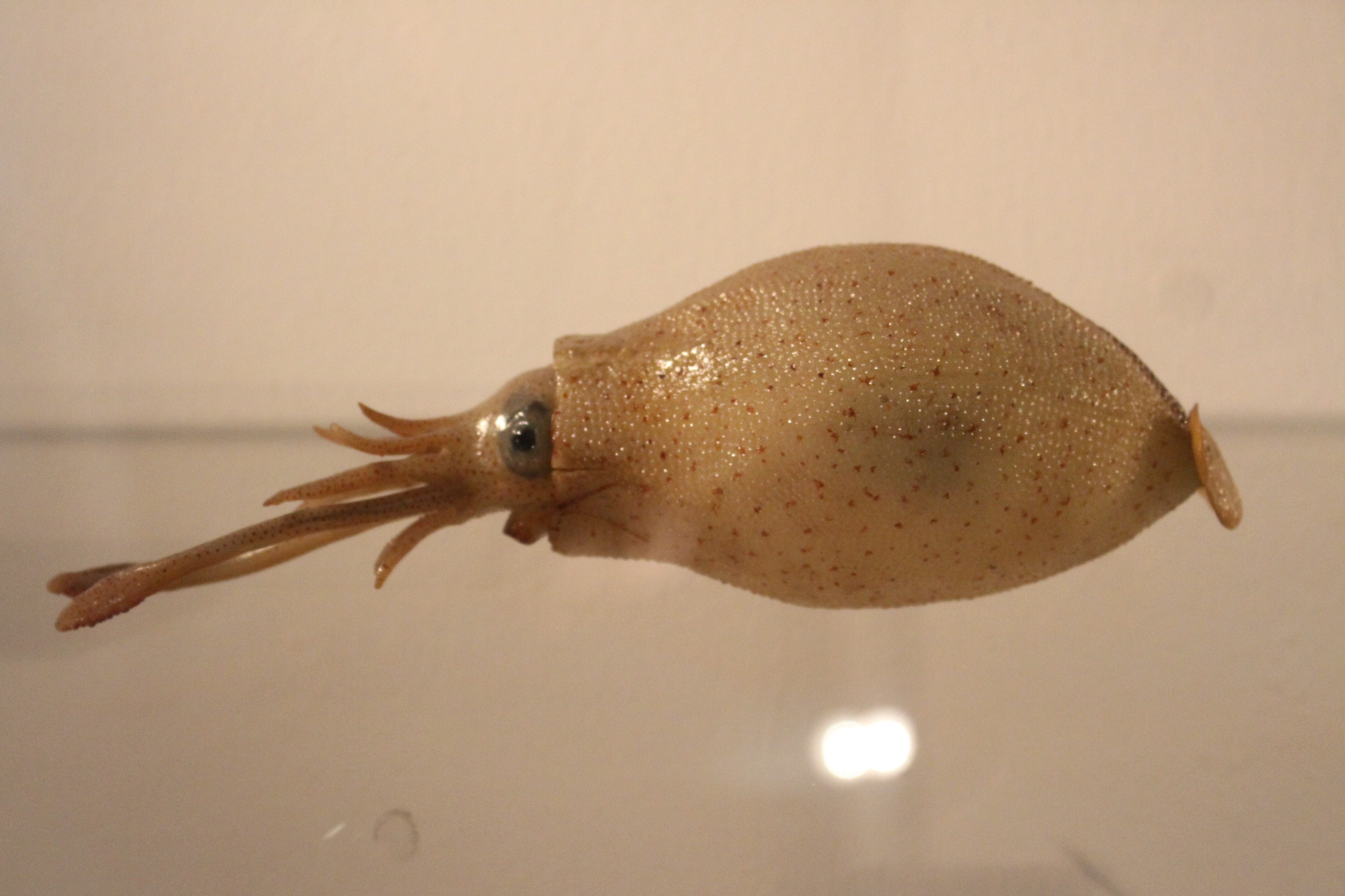
Cranchia scabra

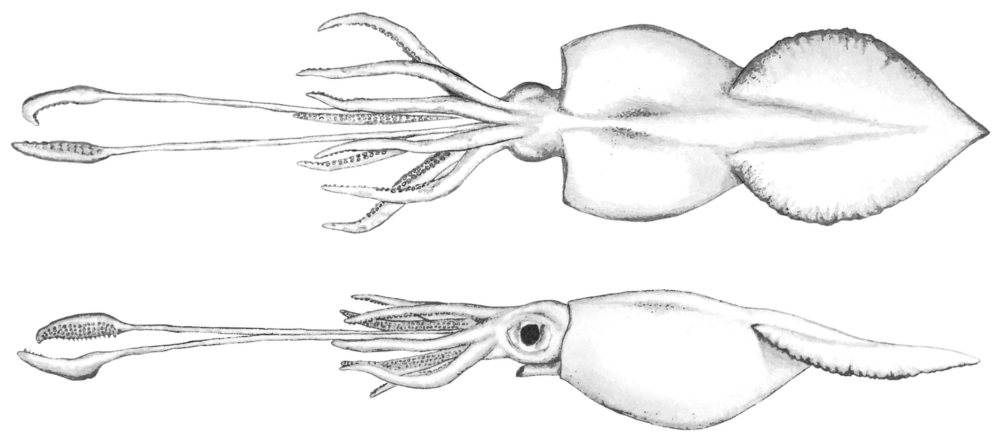
Mesonychoteuthis hamiltoni

  - Helicocranchia papillata (Voss, 1960)
  - Helicocranchia pfefferi Massy, 1907

- Liguriella Issel, 1908
  - Liguriella podophthalma Issel, 1908

- Megalocranchia Pfeffer, 1884
  - Megalocranchia fisheri Berry, 1909
  - Megalocranchia maxima Pfeffer, 1884
  - Megalocranchia oceanica (Voss, 1960)

- Mesonychoteuthis Robson, 1925
  - Mesonychoteuthis hamiltoni Robson, 1925

- Sandalops Chun, 1906
  - Sandalops melancholicus Chun, 1906

- Taonius Steenstrup, 1861
  - Taonius belone (Chun, 1906)
  - Taonius borealis (Nesis, 1972)
  - Taonius pavo (Lesueur, 1821)

- Teuthowenia Chun, 1910
  - Teuthowenia maculata (Leach, 1817)
  - Teuthowenia megalops (Prosch, 1847)
  - Teuthowenia pellucida (Chun, 1910)